# Exército de Insurreição e Liberação Queer
O Exército de Insurreição e Liberação Queer ou TQILA (em inglês: The Queer Insurrection and Liberation Army) foi um grupo armado anarcoqueer e uma subunidade das Forças Guerrilheiras Internacionais e Revolucionárias do Povo formado em 24 de julho de 2017 por membros LGBT do IRPGF. Sua formação foi anunciada a partir da cidade de Raqqa, juntamente com uma declaração explicando os propósitos de sua formação; a perseguição sistemática das pessoas LGBT pelo Estado Islâmico foi destacada como uma motivação significativa para a criação do grupo. O TQILA é relatado como a primeira unidade LGBT a lutar contra o Estado Islâmico do Iraque e do Levante, e aparentemente a primeira milícia LGBT no Oriente Médio.

## Formação

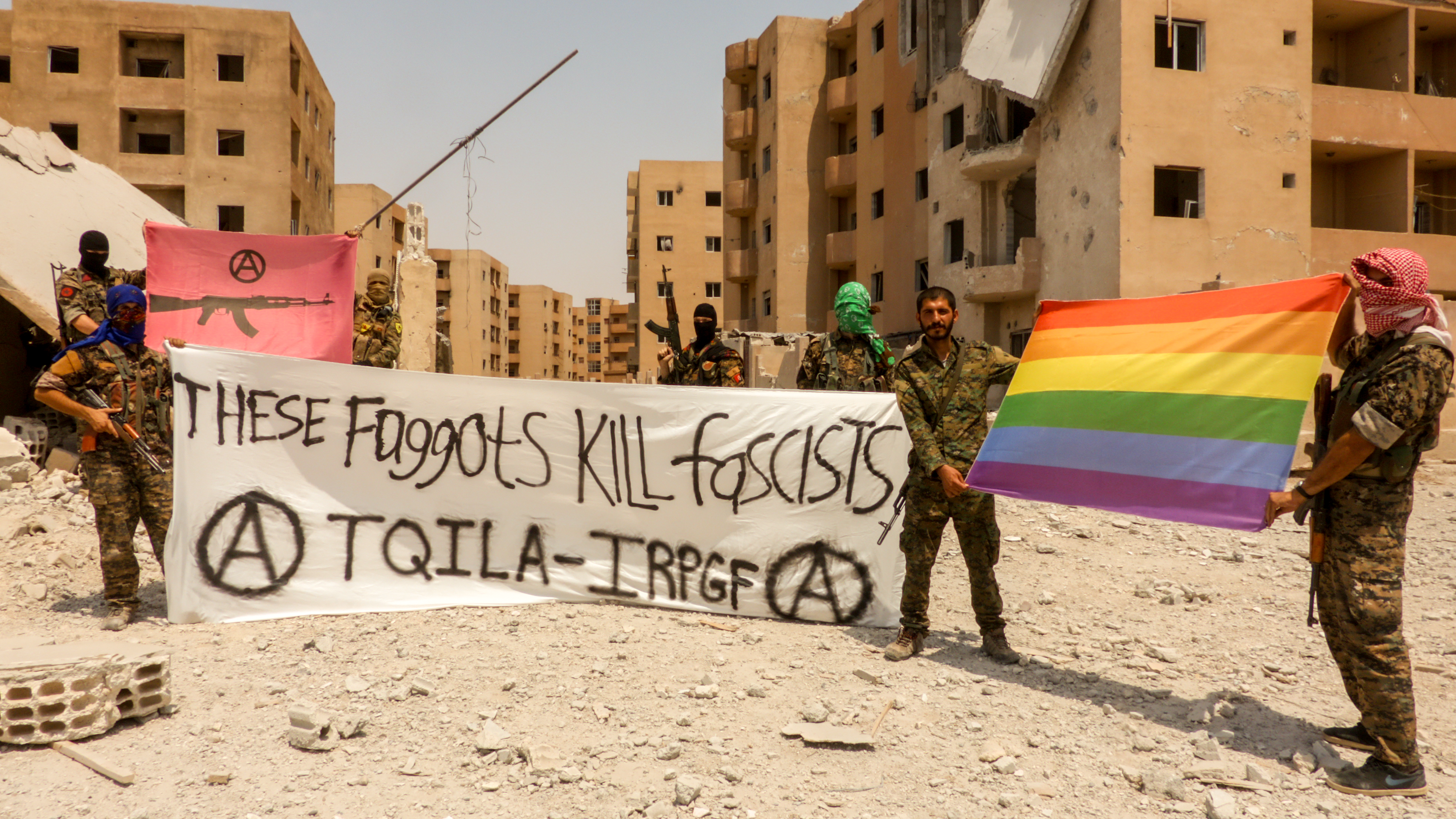
Imagem da formação do grupo

A imagem testemunhal de sua formação, na qual combatentes posam ao lado de uma faixa com a frase "These faggots kill fascists" ("Estas bichas matam fascistas"(pt-BR) / "Estes veados matam fascistas"(pt)) e duas bandeiras — a bandeira do grupo e uma bandeira LGBT — se tornou viral. A mídia ocidental relatou a unidade extensivamente.
A unidade, como o resto do IRPGF, foi membro do Batalhão Internacional da Liberdade. Uma das fotos do grupo mostra Heval Mahir (aparentemente um nome de guerra), comandante do Batalhão Internacional da Liberdade, e dos grupos guerrilheiros marxista-leninistas, TKP/ML TİKKO, segurando a bandeira LGBT.
Apesar de fazer parte do Batalhão Internacional da Liberdade, alguns meios de comunicação informaram erroneamente que o TQILA era uma unidade oficial das Forças Democráticas Sírias (FDS), o que causou confusão. Em resposta, Mustafa Bali, diretor de mídia da FDS, negou essas alegações. Ele afirmou que não há brigada LGBT dentro da coalizão. No entanto, ele não negou a existência de uma brigada LGBT dentro do Batalhão Internacional da Liberdade.

## Símbolos
- Bandeira
- Emblema